# AO Herculis
AO Herculis är en eruptiv variabel av RCB-typ (RCB) i stjärnbilden  Herkules. 
Stjärnan har magnitud +10,7 och når i förmörkelsefasen ner under +19,6. 